# Birdsill Holly
Birdsill Holly (Auburn, 8 de novembro de 1820 — 27 de abril de 1894) foi um inventor estadunidense.
Passou sua infância em Seneca Falls, na época um centro de indústrias movidas a água. Sua primeira invenção patenteada foi uma bomba hidráulica rotativa.

## Vida

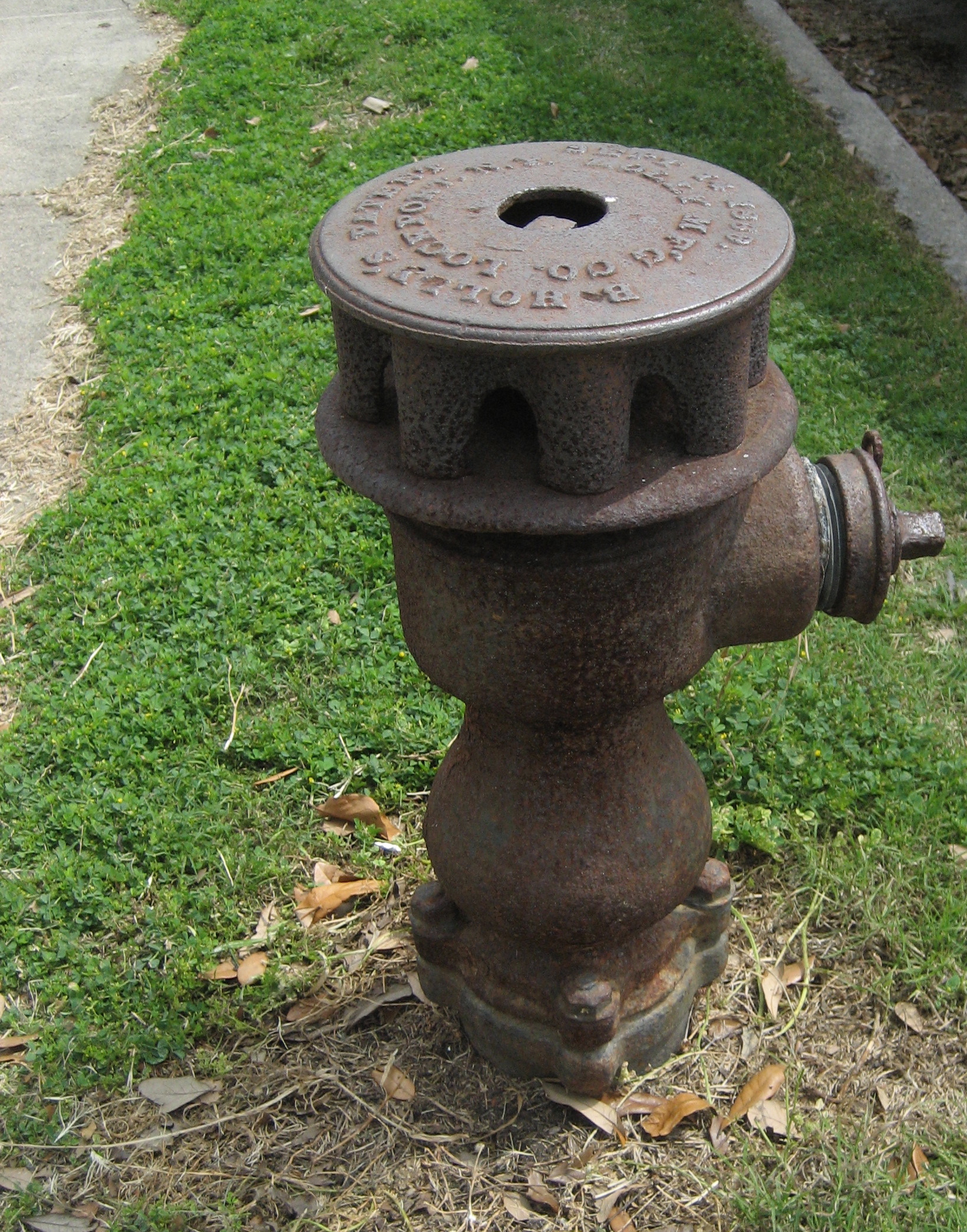
Um modelo da patente de 1869 do hidrante Birdsill Holly, ainda em seu lugar original

Em 1851 saiu de Seneca Falls e foi residir em Lockport, onde fundou a Holly Manufacturing. Sua fábrica possuia mais de 500 empregados, e foi uma das maiores fábricas do nordeste estadunidense na época.